# Menhirfragmente von Nusbaum
Die Menhirfragmente von Nusbaum sind die Überreste mehrerer Menhire bei Nusbaum im Eifelkreis Bitburg-Prüm in Rheinland-Pfalz.

## Geographische Lage
Die Menhirfragmente befinden sich inmitten eines ausgedehnten Waldgebietes nordwestlich von Ferschweiler und südöstlich des Nusbaumer Weilers Rohrbach. In unmittelbarer Nähe steht das Fraubillenkreuz. Die Entfernung zum höchsten Punkt des Ferschweiler-Plateaus beträgt rund 650 m in nordöstlicher Richtung. Sie befinden sich auf der Gemarkung von Nusbaum und können über mehrere Waldwege erreicht werden.

## Beschreibung
Es handelt sich um vier größere Steine sowie mehrere kleine Steinbrocken. Das Material ist der für die Region typische Liassandstein. Die Abmessungen belaufen sich bei den beiden größten Stücken zusammen auf eine Höhe von 20 cm, eine Breite von 220 cm und eine Tiefe von 100 cm. Die Fragmente werden seit 1931 erwähnt und als Überreste eines Menhirs gedeutet. Zudem wird vermutet, dass es eine Verbindung zu dem nahestehenden Fraubillenkreuz gegeben haben könnte.

## Weblink
- The Megalithic Portal: Menhirfragmente Nusbaum